# Paulí Alcántara Riestra
Paulí Alcántara Riestra, també conegut com a Paulino Alcántara, (Iloilo, Illa de Panay, Illes Filipines, 7 d'octubre de 1896 - Barcelona, 13 de febrer de 1964) fou un futbolista català d'origen filipí. La seva figura llegendària passa per ser el segon màxim golejador en partits oficials i amistosos de la història del FC Barcelona per darrere de Leo Messi.

## Orígens familiars
El seu pare era militar i estava destinat a aquella encara aleshores colònia espanyola per motius professionals, i la seva mare era indígena filipina.
El 1899, després de la independència de l'illa de la metròpoli, vingueren a instal·lar-se a Barcelona, on el jove Paulí començà a jugar al futbol i entrà al Barça. Posteriorment, tornaren durant uns anys a viure a les Filipines i retornaren a Catalunya per quedar-s'hi definitivament i on Paulí estudià la carrera de Medicina i es llicencià com a metge.

## Carrera esportiva

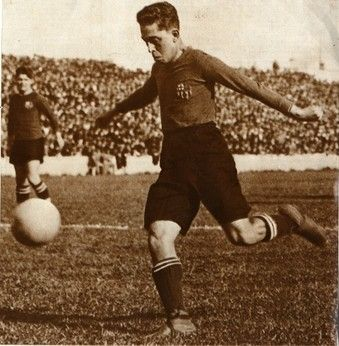
Paulí Alcàntara.

Alcántara era un davanter de físic desairós i amb un clàssic mocador blanc que li penjava de la cinta dels pantalons. Encara avui ostenta el podi com a segon màxim golejador de la història del FC Barcelona amb un total de 369 gols marcats en 357 partits entre els anys 1912 i 1927, 142 en partits oficials i 227 en amistosos. El 25 de febrer de 1912, amb 15 anys i 141 dies, es converteix en el jugador més jove en debutar i marcar en partit de competició oficial per al FC Barcelona, un 0 a 9 contra el Català SC, aconseguint a més un hat-trick. L'any 1916 retornà a les Filipines per treballar com a metge. Tres setmanes abans de marxar va marcar tres gols al Reial Madrid, essent el primer jugador blau-grana en fer un hat trick al club blanc. Entre 1916 i 1918 jugà al Bohemians de Manila i aquest any retornà a Catalunya. En el primer partit després del seu retorn tornà a fer un hat trick, aquest cop a l'Athletic de Sabadell.
En el seu palmarès s'hi compten cinc Copes d'Espanya i deu campionats de Catalunya. Com a internacional, va defensar cinc vegades la samarreta de la selecció espanyola i també jugar amb la selecció filipina i amb la selecció de futbol de Catalunya amb la qual entre 1915 i 1924 disputà un mínim de 6 partits i marcant 4 gols. Renuncià a disputar els Jocs Olímpics d'Estiu de 1920 a Anvers, on Espanya fou segona, perquè tenia exàmens de Medicina. Posteriorment, en un partit amistós davant França a Bordeus el 1922 (0-4), va rebre el sobrenom del trencaxarxes, després d'un gol marcat al porter francès.
L'any 1951, ja retirat i juntament amb Félix Quesada i Luís Iceta, va actuar com a seleccionador espanyol durant tres partits. Des de la seva retirada va seguir exercint la Medicina en l'especialitat d'Urologia fins a la seva mort a Barcelona el 1964. Fou enterrat al Cementiri de les Corts.
La FIFA el nomenà el 2007 Millor futbolista asiàtic de tots els temps.

### Trajectòria esportiva
- AC Galeno / Universitary SC
- FC Barcelona (1912-1916)
- Bohemians de Manila (1916-1918)
- FC Barcelona (1918-1927)

### Palmarès
- 2 Campionat dels Pirineus:
  - 1912, 1913.
- 5 Copa espanyola de futbol masculina:
  - 1912-13, 1919-20, 1921-22, 1924-25, 1925-26.
- 10 Campionat de Catalunya de futbol:
  - 1912-13, 1915-16, 1918-19, 1919-20, 1920-21, 1921-22, 1923-24, 1924-25, 1925-26, 1926-27.
- 2 Campionat de les Filipines de futbol:
  - 1917, 1918

## Actitud durant la guerra i el franquisme
Va ser membre de la Falange Espanyola de José Antonio Primo de Rivera, la variant feixista espanyola, i quan va esclatar la Guerra Civil espanyola va fugir a França, després del fracàs del cop d'estat franquista a Barcelona el 18 de juliol del 1936. El mes d'octubre d'aquell any va passar a l'Espanya nacionalista per Navarra i oferí els seus serveis a la Junta Carlina de Navarra, sent destinat com a alferes mèdic a un hospital dels requetès a Saragossa.
Durant la Guerra Civil, el 1937, Alcántara ja va participar en nombroses operacions militars de l'exèrcit franquista amb el Primer Batalló del Segon Regiment de Carros de Combat a les províncies d'Osca i Teruel.
Durant la resta de la guerra, Alcántara formà part del Primer Batalló de la Brigada Mixta Legionària italofeixista “Fletxes Negres”, Frecce Nere, amb tropes mixtes hispanoitalianes.
El Primer Batalló de la Brigada Mixta Legionària Fletxes Negres en el qual va estar Paulino Alcántara, fins i tot un cop finalitzada la Guerra Civil espanyola, era una unitat del Cos d'Unitats Voluntàries (Corpo Truppe Volontarie), enviat i dirigit directament per Benito Mussolini en auxili del bàndol franquista.
Amb els Fletxes Negres feixistes, Alcántara va ascendir al grau de tinent i va servir en els fronts de Guadalajara, Aragó i Catalunya. Va entrar a Barcelona el 26 de gener de 1939, amb la Brigada Mixta Legionària feixista dels Fletxes Negres, al costat del General Yagüe.
Ja conclosa la Guerra Civil espanyola, fins al 2 de març de 1940, Paulino Alcántara va romandre a Barcelona adscrit a la Brigada Mixta Legionària dels feixistes italians “Fletxes Negres” com a tinent.
Així mateix va ocupar diversos càrrecs en el franquisme, principalment a la Falange Espanyola Tradicionalista i de les JONS, durant les dècades posteriors al triomf del bàndol franquista.